# Copa Mercosur
La Copa Mercosur (Copa Mercosul en portugués) fue una competición oficial internacional sudamericana de clubes de fútbol organizada por la Conmebol, siendo avalada tanto por esta como por la FIFA. Se celebró entre 1998 y 2001 y participaban en ella equipos de los países que conforman la región del Cono Sur (Argentina, Brasil, Chile, Paraguay y Uruguay).
Paralelamente se disputaba la Copa Merconorte, que agrupaba a equipos de los países afiliados a la Conmebol que no participaban en la Copa Mercosur; es decir, clubes de Bolivia, Colombia, Ecuador, Perú y Venezuela; aunque posteriormente se unieron clubes de Costa Rica, Estados Unidos y México; países afiliados a la Concacaf.
A partir de la edición de 2000, la Copa Mercosur y la Copa Merconorte reemplazaron en el segundo semestre del año a la Copa Conmebol, la cual fue eliminada desde entonces. Tanto la Copa Mercosur como la Copa Merconorte fueron reemplazadas, a su vez, por la Copa Sudamericana a partir del año 2002 debido al fracaso en el intento de jugar la Copa Panamericana que unificara a los dos torneos, del norte y el sur.
Cuatro equipos, tres brasileños y un argentino, lograron consagrarse con el título: Palmeiras con un título y dos subcampeonatos, seguido de Flamengo con un título y un subcampeonato, San Lorenzo con un título y Vasco da Gama con un título.
Es considerada como una de las cuatro precursoras de la actual Copa Sudamericana, junto a la Supercopa Sudamericana, la Copa Conmebol y la Copa Merconorte.
Lo que llevó a la desaparición de la Copa Mercosur fue que el canal de televisión que compró los derechos para televisarla en ese momento, Panamerican Sports Network (PSN), no pagó los mismos a la organización causando un efecto dominó de deudas con Conmebol; por consiguiente, falta de logística para poder seguir jugándola. Este hecho también llevó a la desaparición de la Copa Merconorte.

## Participantes
Para intervenir en esta competición se invitó a 20 de los más importantes clubes de cinco países del Cono Sur de Sudamérica, las mismas se hicieron en atención a los logros históricos y presentes de los equipos, y a su importancia en cuanto a público en su nación. Brasil contaba con 7 cupos, Argentina con 6, Chile con 3, y Paraguay y Uruguay con 2. 
La invitación inicial era por 10 años, pero el formato establecía que si un club no estaba pasando por un buen momento sería reemplazado por otro de su mismo país, en caso de que existiese uno que estuviese haciendo una buena campaña.
En la primera edición intervinieron estos equipos.
-Argentina: Boca Juniors, River Plate, Vélez Sarsfield, Racing Club, Independiente, y San Lorenzo.
-Brasil: São Paulo, Cruzeiro, Corinthians, Flamengo, Vasco da Gama, Grêmio y Palmeiras.
-Chile: Colo-Colo, Universidad Católica y Universidad de Chile.
-Uruguay: Nacional y Peñarol. 
-Paraguay: Olimpia y Cerro Porteño. 
Dieciocho de estos clubes participaron en las 4 ediciones de la Copa; dos no lo hicieron, pues en la edición del año 2000, Grêmio de Brasil fue reemplazado por Atlético Mineiro; y Racing Club de Argentina fue reemplazado por Rosario Central, cuyo lugar en 2001 —a su vez— ocupó Talleres. En total, 23 equipos tomaron parte de este torneo, en su corta historia.

## Formato
En la primera fase los equipos eran divididos en cinco grupos de cuatro cada uno. En cada grupo jugaban todos contra todos a ida y vuelta. Los equipos que finalizaban con la mayor cantidad de puntos en cada grupo clasificaban a la siguiente fase, junto con los tres mejores segundos. 
La segunda fase se componía de cuartos de final (8 partidos en dos fechas), de semifinales (4 partidos), y finales (2 o 3 partidos). Es decir, eran partidos de ida y vuelta entre dos equipos, clasificando el que convirtiera más goles (en caso de paridad se recurría a tiros penales); salvo en las finales, pues se tenían en cuenta los puntos (y en caso de empate se jugaba un tercer partido).
Si un equipo hubiese ganado el trofeo por 3 años consecutivos o 5 veces en manera alternada, se quedaría definitivamente con el trofeo del mismo; pero —quizás principalmente debido a su corta duración—, ninguno logró hacerlo por más de una vez.
Las tres primeras finales se definieron por puntos, mientras que la cuarta y última se definió por diferencia de goles.

## Distribución de equipos participantes
En la siguiente tabla se muestran todos los equipos que participaron en todas las ediciones de la Copa Mercosur.
| País      | Edición                                                                        | Edición                                                                        | Edición                                                                            | Edición                                                                     |
| --------- | ------------------------------------------------------------------------------ | ------------------------------------------------------------------------------ | ---------------------------------------------------------------------------------- | --------------------------------------------------------------------------- |
| País      | 1998                                                                           | 1999                                                                           | 2000                                                                               | 2001                                                                        |
| Argentina | Boca Juniors Independiente Racing Club River Plate San Lorenzo Vélez Sarsfield | Boca Juniors Independiente Racing Club River Plate San Lorenzo Vélez Sarsfield | Boca Juniors Independiente River Plate Rosario Central San Lorenzo Vélez Sarsfield | Boca Juniors Independiente River Plate San Lorenzo Talleres Vélez Sarsfield |
| Brasil    | Corinthians Cruzeiro Flamengo Grêmio Palmeiras São Paulo Vasco da Gama         | Corinthians Cruzeiro Flamengo Grêmio Palmeiras São Paulo Vasco da Gama         | Atlético Mineiro Corinthians Cruzeiro Flamengo Palmeiras São Paulo Vasco da Gama   | Corinthians Cruzeiro Flamengo Grêmio Palmeiras São Paulo Vasco da Gama      |
| Chile     | Colo-Colo Universidad Católica Universidad de Chile                            | Colo-Colo Universidad Católica Universidad de Chile                            | Colo-Colo Universidad Católica Universidad de Chile                                | Colo-Colo Universidad Católica Universidad de Chile                         |
| Paraguay  | Cerro Porteño Olimpia                                                          | Cerro Porteño Olimpia                                                          | Cerro Porteño Olimpia                                                              | Cerro Porteño Olimpia                                                       |
| Uruguay   | Nacional Peñarol                                                               | Nacional Peñarol                                                               | Nacional Peñarol                                                                   | Nacional Peñarol                                                            |

En negrita, los equipos campeones de cada edición.

## Historial
| Olimpia Paraguay | San Lorenzo Argentina |

| Peñarol Uruguay | San Lorenzo Argentina |

| River Plate Argentina | Atlético Mineiro Brasil |

| Corinthians Brasil | Grêmio Brasil |

Nota: pen = Tiros desde el punto penal
1. 1 2  La Conmebol contaba solo los puntos obtenidos durante la final. La diferencia de gol luego de los primeros dos encuentros no definía al campeón. En caso que ambos equipos tuvieran la misma cantidad de puntos luego de ambos encuentros, se debía disputar un tercer partido.

* El partido de vuelta se jugó en enero de 2002 por medidas de seguridad, debido al Argentinazo.

## Palmarés

### Títulos por equipo
| Club             | Campeón  | Subcampeón      | Semifinalista   |
| ---------------- | -------- | --------------- | --------------- |
| Palmeiras        | 1 (1998) | 2 (1999 y 2000) |                 |
| Flamengo         | 1 (1999) | 1 (2001)        |                 |
| San Lorenzo      | 1 (2001) |                 | 2 (1998 y 1999) |
| Vasco da Gama    | 1 (2000) |                 |                 |
| Cruzeiro         |          | 1 (1998)        |                 |
| Olimpia          |          |                 | 1 (1998)        |
| River Plate      |          |                 | 1 (2000)        |
| Atlético Mineiro |          |                 | 1 (2000)        |
| Corinthians      |          |                 | 1 (2001)        |
| Grêmio           |          |                 | 1 (2001)        |
| Peñarol          |          |                 | 1 (1999)        |

### Títulos por país
| País      | Títulos | Subtítulos | Semifinales |
| --------- | ------- | ---------- | ----------- |
| Brasil    | 3       | 4          | 3           |
| Argentina | 1       | 0          | 3           |
| Paraguay  | 0       | 0          | 1           |
| Uruguay   | 0       | 0          | 1           |
| Chile     | 0       | 0          | 0           |

## Estadísticas

### Equipos
- Mayor cantidad de títulos obtenidos:  Palmeiras,  Flamengo,  Vasco da Gama y  San Lorenzo con 1 cada uno respectivamente.
- Mayor cantidad de subcampeonatos:  Palmeiras con 2.
- Mayor cantidad de puntos obtenidos:  Palmeiras con 84.
- Mayor cantidad de partidos jugados:  Palmeiras con 44.
- Mayor cantidad de partidos ganados:  Palmeiras con 25.
- Mayor cantidad de partidos empatados:  Flamengo,  Peñarol y  Vélez Sarsfield con 10.
- Mayor cantidad de partidos perdidos:  Universidad de Chile con 18.
- Mayor cantidad de goles convertidos:  Palmeiras con 97.
- Menor cantidad de goles recibidos:  Rosario Central con 5.
- Mayor cantidad de finales disputadas:  Palmeiras con 3.

### Goles
- Goleador histórico de la Copa Mercosur:  Romário con 24 goles (12 en Flamengo y 12 en Vasco da Gama).
- Mayores goleadas. Los partidos donde se han conseguido las mayores goleadas del torneo son:
  - Palmeiras  7-0  Racing Club (1999)
  - Flamengo  7-0  Universidad de Chile (1999)
  - Independiente  6-2  Universidad de Chile (1998)

- Mayor cantidad de goles en un empate: 
  - São Paulo  4-4  Cerro Porteño (2000)

- Partido con más goles: 
  - Palmeiras  7-3  Cruzeiro (10 goles) en 1999.

## Goleadores por edición
| Año  | Jugador        | Equipo        | Goles |
| ---- | -------------- | ------------- | ----- |
| 1998 | Álex           | Palmeiras     | 6     |
| 1998 | Fábio Junior   | Cruzeiro      | 6     |
| 1999 | Romário        | Flamengo      | 8     |
| 2000 | Romário        | Vasco da Gama | 11    |
| 2001 | Bernardo Romeo | San Lorenzo   | 12    |